# Otoskop

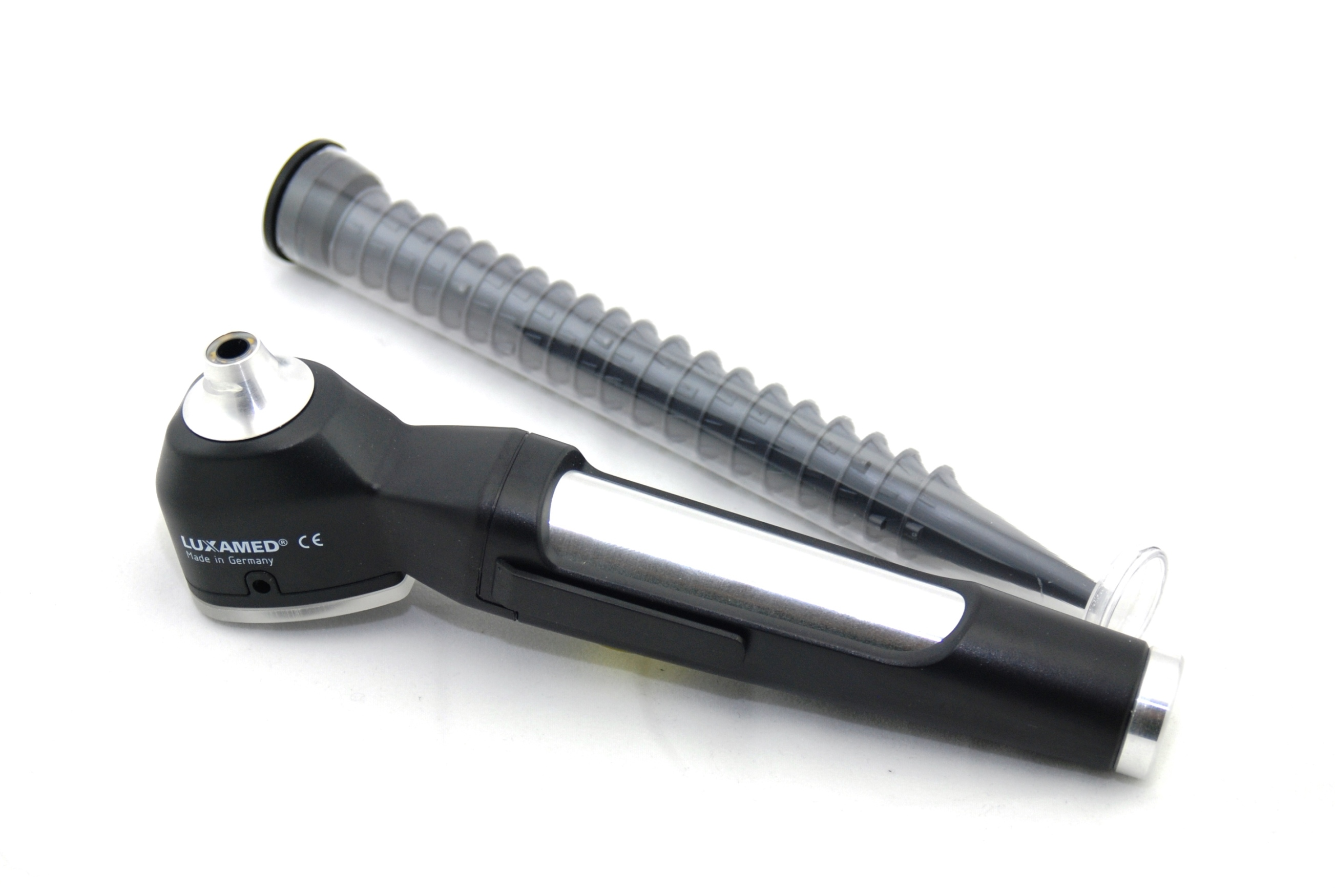
Otoskop mit Ohrtrichtern. Diese werden für die Hygiene benötigt. Sie können nur einmal verwendet werden.

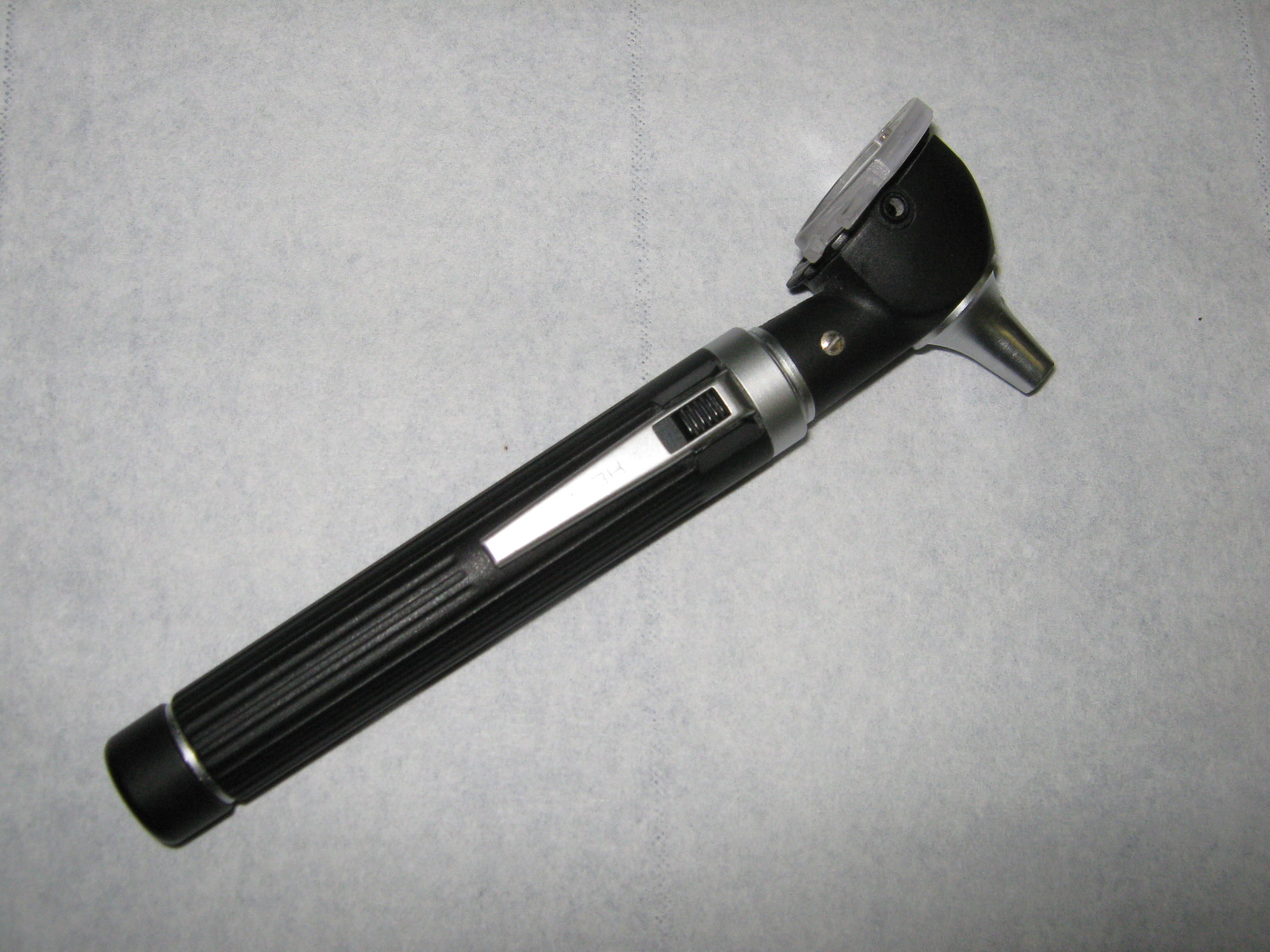
Otoskop

Das Otoskop (von altgriechisch οὖς Gen. ὠτός „Ohr“ und σκοπέω „betrachten“), genannt auch Ohrenspiegel oder Ohrspiegel, ist ein Gerät des HNO-Arztes und des Hörgeräteakustikers zur Betrachtung und Untersuchung des äußeren Gehörganges einschließlich des Trommelfells (Otoskopie).
Es besteht heute aus einem Griff, der eine Batterie oder einen Akkumulator enthält, der Lichtquelle und einem Ohrtrichter, der in das Ohr eingeführt wird.
Ein Videootoskop ist ein Otoskop mit eingebauter CCD-Kamera und Kaltlichtquelle, das seine Bilder direkt an einen Bildschirm bzw. einen Video- oder Festplattenrecorder übermittelt. Es ermöglicht durch seine Vergrößerung eine noch differenziertere Befundung des Trommelfells und des äußeren Gehörgangs.

## Geschichte
Das Otoskop ersetzte die seit dem 14. Jahrhundert beschriebenen Ohrenspekula. Im 18. Jahrhundert konstruierte der englische Militärchirurg Cleland eine Vorrichtung zur Beleuchtung des Ohres, bei der er mittels einer mit Handgriff versehenen Konvexlinse, die von einem Kerzenlicht kommenden Lichtstrahlen in den Gehörgang leitete. Die heute üblichen Ohrtrichter verschiedener Größe, die auf Otoskope aufgesteckt werden, wurden in der ersten Hälfte des 19. Jahrhunderts entwickelt (als Erfinder gilt der französische Mediziner Jean-Pierre Bonnafont) und von Anton von Tröltsch (Professor der Ohrenheilkunde in Würzburg) ab 1860 bekannt gemacht. Auch der westfälische Landarzt Friedrich Hofmann (1806–1866) hatte um 1840 einen Ohrspiegel entwickelt.